# Relaciones Azerbaiyán-Portugal
Las relaciones  Azerbaiyán-Portugal son las relaciones diplomáticas y bilaterales entre estos dos países.

## Relaciones históricas
Portugal ha tenido relaciones diplomáticas con la República de Azerbaiyán desde el 4 de agosto de 1992, poco después del reconocimiento de la independencia de Azerbaiyán por parte de Portugal el 7 de enero de 1992.
La colaboración interparlamentaria entre estos dos países es realizada por parte del Grupo del trabajo, que fue creado por la Asamblea Nacional de la República de Azerbaiyán el 5 de diciembre de 2000. Según el decreto de la Asamblea Nacional desde el 4 del marzo de 2016 el Jefe del Grupo de Trabajo de las relaciones interparlamentarias entre Azerbaiyán y Portugal es Aqia Nakhchivanli. 

## Relaciones comerciales
| Año   | 2005     | 2006     | 2007    | 2008      | 2009     | 2010      | 2011      | 2012      | 2013      | 2014      | 2015      | 2016      | 2017      | 2018      |
| Total | 14 775,1 | 22 368,3 | 5 093,8 | 265 558,1 | 29 639,8 | 225 367,3 | 327 454,9 | 245 998,7 | 528 202,5 | 558 638,8 | 395 078,9 | 342 282,6 | 512 395,1 | 544 228,4 |

| Año   | 2002    | 2003 | 2004    | 2005    | 2006     | 2007 | 2008      | 2009     | 2010      | 2011      | 2012      | 2013      | 2014      | 2015      | 2016      | 2017      | 2018      |
| Total | 2 983,8 | 30,7 | 2 932,9 | 8 545,7 | 19 215,1 | -    | 260 991,8 | 28 456,7 | 224 613,5 | 324 860,0 | 243 085,1 | 525 759,4 | 552 149,5 | 368 874,4 | 331 278,9 | 501 617,8 | 528 717,6 |

| Año   | 2002    | 2003  | 2004    | 2005    | 2006    | 2007    | 2008    | 2009    | 2010  | 2011    | 2012    | 2013    | 2014    | 2015     | 2016     | 2017     | 2018     |
| Total | 1 928,3 | 266,3 | 1 901,3 | 6 229,4 | 3 153,2 | 5 093,8 | 4 566,3 | 1 183,1 | 753,8 | 2 594,8 | 2 913,6 | 2 443,1 | 6 489,3 | 26 204,5 | 11 003,7 | 10 777,3 | 15 510,8 |